# Scipione Piattoli
Scipione Piattoli (pronuncia [ˈpjattoli]) (Firenze, 10 novembre 1749 – Löbichau, 12 aprile 1809) è stato un intellettuale, scrittore e prete italiano, appartenente all'Ordine degli Scolopi, attivo anche come figura politica in Polonia.
Insegnò per dieci anni all'Università di Modena come semplice abate e chierico secolare e in seguito, migrato in Polonia, divenne uomo di fiducia del re Stanislao e un importante esponente dell'Illuminismo polacco, contribuendo alla stesura della cosiddetta Costituzione di maggio (1791).
Durante il periodo trascorso a Modena sostenne e promosse, con lo scritto Saggio intorno al luogo del seppellire (1774), le riforme in materia di sepoltura che prevedevano la costruzione dei primi cimiteri extraurbani e l'abolizione delle inumazioni nelle chiese. Dopo la terza spartizione della Polonia fu arrestato dagli austriaci nel 1794 e subì diversi anni di prigionia. Dopo essere stato liberato nel 1800, lavorò per alcuni anni con il principe Adam Jerzy Czartoryski, statista polacco e suo ex allievo, al servizio della Russia. Dalle sue conversazioni a Pietroburgo con Czartoryski nacque il trattato Sur le système politique que devrait suivre la Russie, in cui erano esposti i piani russi per il riassetto europeo, sospesi con la pace di Tilsit, che furono poi un modello di riferimento per il Congresso di Vienna.
Lev Tolstoj si ispirò a Scipione Piattoli nel creare il personaggio dell'abate Morio in Guerra e pace.

## Biografia

### La gioventù
Scipione Piattoli nacque a Firenze il 10 novembre 1749 da una famiglia di pittori (il padre, Gaetano Piattoli, la madre, Maria Anna Bacherini, il fratello, Giuseppe Piattoli e la sorella, Rosa Fortunata Piattoli). Nel 1763 si unì all'ordine degli Scolopi, assumendo il nome Urbano. Alcuni storici però hanno messo in discussione che egli abbia mai effettivamente preso i voti; in ogni caso era conosciuto per tenere una condotta piuttosto laica. Insegnò retorica in una scuola piarista a Correggio e conseguì il dottorato all'Università di Firenze. Dal 1772 al 1782 fu professore di storia della religione e lingua greca all'Università di Modena. Il suo inserimento nell'ambiente di Modena fu molto agevolato dalla sua appartenenza alla massoneria, e in particolare alla loggia modenese "Saecura Fides", che probabilmente gli permise di partecipare alla riforma dell'Università, la cui realizzazione gli valse la cattedra. Venne presto coinvolto nell'attività politica e nel 1774 pubblicò (anonimamente) un opuscolo intitolato Saggio intorno al luogo del seppellire, che trattava la questione dell'igiene e delle sepolture vicino alle chiese.
Scrisse anche alcuni libri di testo per l'istruzione elementare. Nel 1774 ricevette il permesso chiesto l'anno precedente di lasciare gli Scolopi e ricominciò a usare il nome Scipione. Fece uso dei titoli "professore" e "avvocato" e, finché rimase in Italia, eliminò quello di "abate" (l'abbé). Verso la fine del decennio Piattoli sì trovò in difficoltà per motivi politici mai chiariti e, con dispiacere del suo amico Lazzaro Spallanzani, decise di partire, abbandonando la sua professione di insegnante, nel 1782. Prima di giungere in Polonia aveva cercato senza successo di ottenere la cattedra di diritto ecclesiastico a Pavia, facendo richieste a personaggi del calibro di Kaunitz, Sperges, Pecci, Wilczeck e Giovanni Bovara; quest'ultimo aveva anche scritto per lui una lettera di presentazione da consegnare a Luigi Lambertenghi.
Piattoli arrivò quell'anno nella Confederazione polacco-lituana come tutore per i figli di Piotr Potocki, un membro della ricca famiglia Potocki. Secondo un resoconto dell'epoca, la sua intera ricchezza materiale in quel periodo consisteva in una biblioteca. Piattoli concluse il suo servizio per la famiglia Potocki verso il 1784 a causa di divergenze personali con Pelagia Potocka e Maria Radziwiłł. Nello stesso tempo venne assunto dalla famiglia Lubomirski – Izabela Lubomirska in particolare – da loro venne presentato a Stanisław Kostka Potocki e Grzegorz Piramowicz. Attraverso Potocki e Piramowicz divenne membro della "Società per i libri elementari" nel 1784. Nella Società fu incaricato di scrivere un libro di testo sulla storia della scienza. Circa nello stesso periodo fu anche attivo a Varsavia nella massoneria.
Piattoli viaggiò attraverso l'Europa al seguito della famiglia Lubomirski, inclusa Izabela, come tutore del giovane Henryk Lubomirski. Durante quel periodo sviluppò vasti rapporti con le varie corti europee in Curlandia, Austria (Vienna), Italia (Torino) e Francia (Parigi). Nella sua permanenza di tre anni alla residenza parigina della famiglia Lubomirski fu in contatto con molti importanti esponenti dell'Illuminismo. Incontrò – spesso attraverso altri fiorentini, come Filippo Mazzei – Johann Wolfgang von Goethe, Thomas Jefferson, il marchese de La Fayette, Luigi Landriani, Girolamo Lucchesini e il marchese de Condorcet. Ebbe anche rapporti epistolari con J. G. Herder. In Polonia intrecciò stretti rapporti con Ignacy Potocki e Julian Ursyn Niemcewicza. Dal 1787 fu anche tutore di Adam Jerzy Czartoryski, che in seguito divenne un importante uomo politico dell'Impero russo, sul quale Piattoli avrebbe esercitato una significativa influenza.

### Riformatore e redattore della Costituzione

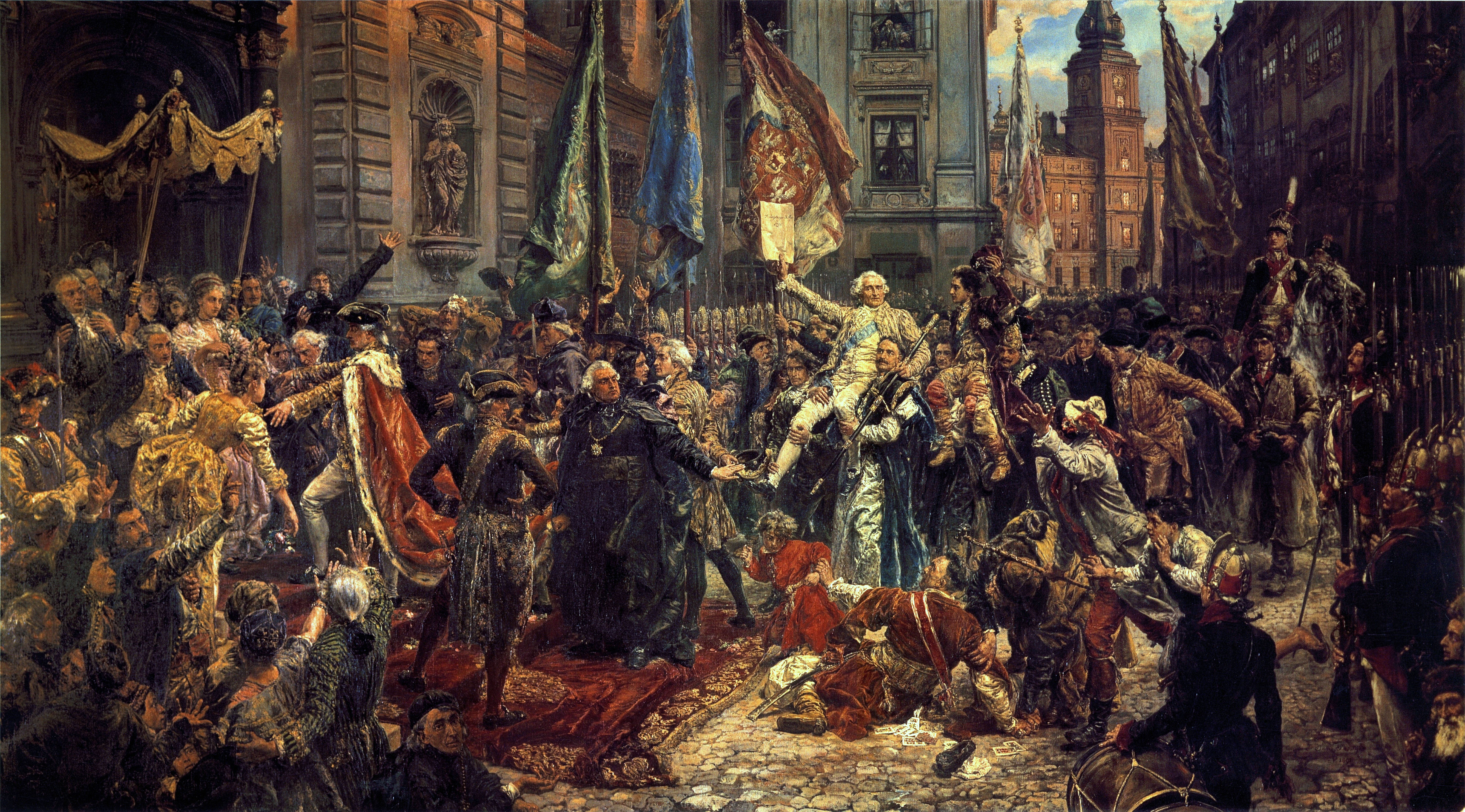
La costituzione del 3 maggio 1791, un dipinto del XIX secolo di Jan Matejko. Piattoli è uno dei molti personaggi storici raffigurati su questa tela. Vedi qui per una legenda dettagliata.

Piattoli tenne contatti con personaggi di spicco della scena politica polacca, inizialmente presso il gruppo di opposizione alla fazione reale. Verso la fine del suo soggiorno a Parigi, divenne un sostenitore delle riforme in Francia e Polonia, e iniziò a fare i suoi primi seri passi nell'attivismo politico, attraverso il coinvolgimento nel "Quadriumvirato", un gruppo di magnati che pianificavano (senza aver mai realizzato) una confederazione. Divenne anche un membro straniero della Société des amis des Noirs.
Grazie ai suoi contatti nella massoneria con lo svizzero Pierre-Maurice Glayre (dal 1764 segretario particolare del re di Polonia Stanisław August Poniatowski), Piattoli conquistò la confidenza del re di Polonia, diventando suo agente a Parigi e, dalla fine del 1789, suo segretario privato e bibliotecario, anche se privo di titolo ufficiale. Agendo come una sorta di consigliere culturale, Piattoli, che aveva forti legami con l'opposizione riformista e spesso anti-realista, fu un importante collegamento tra i riformatori – in particolare Ignacy Potocki – e il re. Secondo le parole di un diplomatico svedese, L. Engstrom, era «come una molla infaticabile», costantemente teso a mediare tra le due fazioni. A causa della sua associazione con i riformatori, nell'ambiente conservatore di Roma divenne impopolare e fu considerato un fedele sostenitore degli ideali rivoluzionari e accusato di essere un democratico.
I diplomatici del Vaticano criticarono il re per avere assunto un tale "rivoluzionario", ma il re difese Piattoli piuttosto vivacemente. In ogni caso, molte di queste accuse erano esagerazioni o calunnie diffuse dai suoi nemici politici: secondo uno di questi pettegolezzi infatti, Piattoli sarebbe stato visto in Francia a incitare la folla a uccidere il re. In realtà, Piattoli appoggiava i Monarchiens nelle prime fasi della Rivoluzione francese, ma più in direzione di una pacifica trasformazione in un ordinamento costituzionale che verso gli eccessi del regicidio. Tra il 1790 e il 1792, Piattoli fu inviato dal re in diverse delicate missioni diplomatiche a Berlino e in altri luoghi.
Fu impegnato nei negoziati per l'alleanza polacco-prussiana e collaborò con Ignacy Potocki, aiutando a redigere molti testi collegati con il lavoro di Potocki nel Sejm, il parlamento della Confederazione polacco-lituana. Era anche attivo sostenitore del piano di Poniatowski per una successione ereditaria. Piattoli, in quanto segretario di Poniatowski e come residente del Castello Reale di Varsavia, fu considerato il principale fautore della decisione del re a favore di una riforma sociale e si ritiene che abbia preso parte alla scrittura della Costituzione polacca di maggio. L'esatta natura del ruolo di Piattoli riguardo alla Costituzione rimane incerto; gli storici moderni non sono concordi sul considerarlo un esecutore, un mediatore o solo un ispiratore ma di sicuro giocò un ruolo decisivo nel convincere il re a collaborare con i capi del partito patriottico polacco nella redazione del testo.
Basandosi sulle discussioni tra i principali autori, compreso il re, Hugo Kołłątaj (un altro prete cattolico romano) e Ignacy Potocki, potrebbe aver preparato o ampliato alcune parti del documento. Quanto meno è certo che egli abbia aiutato a catalizzare il processo. Lo storico Emanuel Rostworowski lo descrive come un importante segretario editore, che certamente partecipò alla relativa discussione e influenzò sia Potocki sia il re, e definisce le stanze di Piattoli nel Palazzo Reale un «asilo» della costituzione. Piattoli fu infine implicato nei preparativi finali per la votazione, che ebbe luogo durante la riunione del Sejm il 3 di maggio. Dopo quel mese divenne il fondatore della società Zgromadzenie Przyjaciół Konstytucji Rządowej (Amici della costituzione). Fu attivo in molte vicende politiche e lavorò in grande vicinanza con figure chiave nella Polonia come Hugo Kołłątaj. Diventò un consigliere fidato di Dorothea von Medem, Duchessa di Curlandia e promosse molte riforme per migliorare le condizioni della borghesia e degli ebrei.

### Gli ultimi anni
Durante la guerra russo-polacca del 1792 in difesa della Costituzione, Piattoli si trovò in un'altra missione diplomatica a Dresda, dove rimase dopo la sconfitta della Confederazione per mano della Russia imperiale causata dalla Seconda Spartizione della Polonia. A Dresda e nella vicina Lipsia, Piattoli era attivo nei circoli dei patrioti polacchi emigrati, che includevano Potocki e Kolłątaj. Nel 1793 si separò ufficialmente da Poniatowski, dopo aver ricevuto una lettera in cui lo si sollevava dal servizio. Nel 1794 fu coinvolto nelle preparazioni per l'insurrezione di Kościuszko contro l'influenza russa e nei negoziati con la nuova Francia repubblicana, con la quale i polacchi riformisti proposero un'alleanza, con la promessa di trasformare la Polonia nella seconda repubblica in Europa. Contemporaneamente intraprese dei negoziati molto più conservatori con i russi.
Nel luglio 1794 insieme a molti altri attivisti fu esiliato da Lipsia e venne poi arrestato dalle autorità austriache. Dopo il fallimento della rivolta di Kościuszko nel tardo 1794, molti prigionieri furono liberati, ma Piattoli venne tenuto prigioniero insieme a Kołłątaj, poiché le autorità russe sostenevano che i due fossero "estremamente pericolosi". Per questo motivo, anche dopo la spartizione finale della Polonia nel 1795, Piattoli rimase imprigionato a Praga dalle autorità dell'Impero austriaco fino al 1800, nonostante le richieste di rilascio provenienti da Poniatowski e perfino da Napoleone Bonaparte. La sua scarcerazione nel 1800 sembra essere stata il risultato degli sforzi della famiglia Czartoryski e della duchessa Dorothea.
Dopo il suo rilascio tornò alla corte di Dorothea in Curlandia, dove fu assunto come tutore per sua figlia. Verso il 1803 cominciò a collaborare con Adam Jerzy Czartoryski, che allora lavorava per la Russia. Circa nello stesso periodo, lui e Czartoryski elaborarono un piano per un'organizzazione federale degli Stati d'Europa, finalizzata a prevenire conflitti armati e mantenere la pace perpetua. Piattoli, tramite Czartoryski, lavorò per un breve periodo anche nella diplomazia e nell'amministrazione russa. Come Czartoryski, Piattoli provò a fare pressioni alla corte russa per un più indulgente e tollerante atteggiamento nei confronti della Polonia, ma con scarso successo.
Nel 1807 Scipione Piattoli ritornò in Curlandia, e lì infine si stabilì, abbandonando l'abito e sposando una delle dame della corte. In Curlandia si dedicò al sistema d'istruzione e coltivò la speranza di perseguire qualche studio scientifico, un sogno che aveva sin da giovane ma per il quale non trovò mai abbastanza tempo. Morì a Löbichau, per una infezione polmonare, il 12 aprile 1809, e fu sepolto in un giardino in quella stessa città.

## L'attività politica a Modena
Gran parte di ciò che sappiamo sulla fase giovanile dell'attività del Piattoli deriva da una raccolta di manoscritti e appunti autografi recuperata da Alessandro D'Ancona, che dedicò alla ricostruzione della biografia del Piattoli trent'anni di faticose ricerche. Questi scritti, disordinati e frammentari, forniscono un quadro piuttosto ricco dell'attività svolta dall'abate negli anni di permanenza a Modena. Pare infatti che egli si fosse occupato delle Opere Pie, come emerge da alcuni regolamenti dell'Albergo dei poveri e dello Spedale, oltre a dei piani per il miglioramento dei monti di pietà di Modena e di Reggio Emilia. Compaiono inoltre pareri su questioni giurisdizionali e legali: in una memoria sostiene che alla Chiesa non spetta l'autorità di scomunicare chi legge libri contrari a «la nostra santa fede e la nostra sana morale», ma come un medico ha il solo compito di consigliare il suo paziente.
In materia di giurisdizione religiosa compare anche un'argomentazione contro il battesimo forzato dei figli neonati degli Ebrei. Un suo intervento riguarda anche la lunga contesa con Roma a proposito del Codice, in particolare alle questioni delle ordinanze sul foro ecclesiastico e l'immunità personale. Con argomenti storici Scipione Piattoli sosteneva il diritto del Principe, e nella conclusione scrive: «Un Sovrano che per formare la sua Nazione promulgasse un codice di nuove leggi e lasciando interamente il diritto positivo comune, ideasse un sistema di legislazione tutta propria dei suoi Popoli, non mancherebbe in verun modo ad alcun dovere se, rispettati i patti onerosi del diritto delle Genti ed i principi della costituzione fondamentale religiosa e politica, stimasse necessario di rivocare i privilegi graziosi accordati già da Suoi Maggiori, purché gravi ne fossero le ragioni ed utilissime le conseguenze».
All'interno dei suoi appunti si trova anche un fascicolo autografo di quindici fogli, in cui è presente un intervento a favore della costruzione di due cimiteri fuori dalle mura di Modena. La data non è precisata ma è certo che sia anteriore di qualche anno rispetto alla pubblicazione del Saggio intorno al luogo del seppellire (1774). Questi appunti non vanno interpretati come una preparazione del Saggio, poiché differiscono molto nel tono, ma sono un indizio che la decisione della costruzione di un cimitero extraurbano era già maturata da diversi anni. Il fatto che sul fascicolo si parli di cimiteri al plurale è un rimando alla prima fase della politica cimiteriale di Francesco III, del novembre 1771. Piattoli definisce «perniciosa e insoffribile» la pratica delle sepolture cittadine e auspica che sia «senza ritardo eseguito il Progetto proposto di toglierla colla costruzione degl'indicati cimiteri fuori di città»; è solo «la forza dell'uso e la tirannia che sulle menti esercitano i pregiudizi» a rendere difficile sradicare «costumanze che sono universalmente riputate irragionevoli e dannose». Per ottenere questo scopo, secondo l'abate non è sufficiente «la ragione e il coraggio del filosofo, occorre l'autorità e la fermezza del Magistrato».
L'argomentazione continua proponendo come alternativa alla cremazione (allora impraticabile per motivi religiosi), la sepoltura in cimiteri fuori della città, costume che non è affatto nuovo ma che risale ai saggi riti degli antichi. Il fascicolo continua con una trattazione storica delle usanze di età Romana, contrapposte al decadimento morale del Medioevo, e si conclude con una dimostrazione dell'insalubrità della pratica della sepoltura urbana che sì rifà ad alcune delle più moderne teorie fisiologiche dell'epoca. In alcune sue citazioni sono molto evidenti alcuni concetti chiave dell'Illuminismo, che mostrano chiaramente la natura della sua formazione: sempre in merito alle sepolture dentro la città afferma che esse provocano un danno alla «pubblica sanità e per conseguenza alla pubblica felicità, di cui sono, per così dire, ministri e custodi i Magistrati». Nel Saggio dedicherà a questi temi una trattazione più lunga, metodica e approfondita.

### La riforma delle "scuole basse"
Piattoli aveva dedicato molte delle sue energie a studiare metodi per migliorare l'istruzione, e non va dimenticato che egli per la maggior parte della vita si sostentò con la sua attività di insegnante. Per la riforma dell'istruzione del Ducato nel 1774 scrisse un libro di testo per le scuole primarie dal titolo Abecedario per l'infima classe ad uso delle scuole di Modena, in questo manuale sosteneva un nuovo metodo per imparare a leggere e scrivere che si fondava sullo stesso principio che ispirava il Saggio, cioè la maggior forza della ragione rispetto al peso della consuetudine, che «oppose mai sempre un argine insuperabile alla verità» e la necessità di «un Sovrano magnanimo ed illuminato per romperlo ed atterrarlo».
Era sua convinzione che tutti potessero avvicinarsi alla cultura scritta se avessero imparato con l'esercizio a leggere velocemente e senza errori, e fu sicuramente per sua iniziativa che fu aggiunta al testo una serie di tavole con le spiegazioni delle abbreviazioni usate nei diversi campi del sapere, sia esso scientifico, letterario o giuridico, oltre naturalmente a quelle delle Sacre Scritture. L'uso dell'Abecedario divenne obbligatorio nel Ducato di Modena per tutte le scuole e per le maestre di casa. Da attribuirsi al Piattoli è anche la compilazione di un Libretto di esempi italiani e latini e un Vocabolario domestico. Causò qualche polemica da parte di alcuni oppositori dell'abate l'affiancamento a questo libro di testo di una Raccolta di massime morali, giudicate in alcuni tratti non conformi alla dottrina. In ogni caso la riforma modenese fu molto importante perché oltre a offrire un unico libro per tutte le scuole, proponeva anche un nuovo metodo d'insegnamento, che costituisce l'antecedente di quello oggi chiamato metodo fonico-sillabico.

### IlSaggio intorno al luogo del seppellire

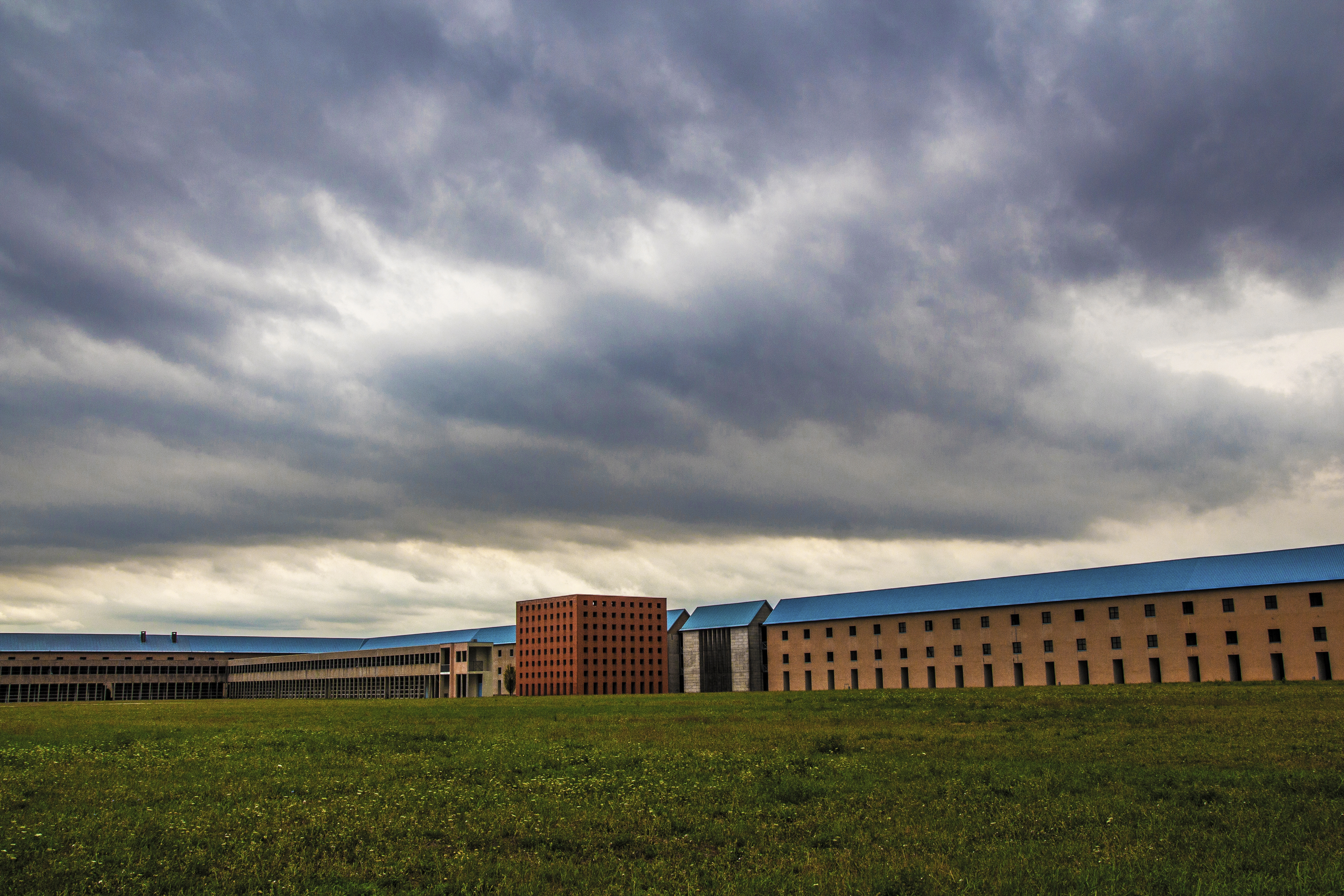
Cimitero di San Cataldo, risultato delle riforme modenesi e fra i primissimi cimiteri extraurbani

L'opera, fortemente voluta dal Duca di Modena, è considerata dagli studiosi della letteratura come uno dei "precedenti" dei foscoliani Sepolcri. Quando l'opera gli fu affidata nel 1774, Piattoli aveva solo 25 anni e fu probabilmente per iniziativa del suo protettore massonico Filippo Giuseppe Marchisio e del vice-cancelliere dell'Università Camillo Tori che venne scelto proprio lui per l'incarico. Il Saggio doveva sostenere in pubblico le ragioni della decisione del Duca di costruire un cimitero di avanguardia all'esterno della città, una riforma che era ormai di diffusa e riconosciuta esigenza ma che nessun sovrano era ancora riuscito ad attuare a causa delle resistenze popolari.
Il testo fu iniziato tra la fine di maggio e completato all'inizio di giugno, un tempo relativamente breve, che si può spiegare notando che Piattoli aveva già lavorato sull'argomento nel fascicolo manoscritto di pochi anni prima. Lo scopo principale del trattatello è di difendere l'operazione del cimitero di San Cataldo dall'accusa di novità e, solo secondariamente, di dimostrarne la pubblica utilità. Il Saggio è diviso in due parti di cui la prima occupa praticamente i due terzi del testo ed è dedicata a un excursus storico, mentre la seconda parte affronta la questione dal punto di vista medico-scientifico.

#### Contenuto dell'opera
Nell'introduzione Piattoli afferma che la sua opera non è una storia delle sepolture ma un «saggio semplicemente» in cui «si tenta di presentare sotto un sol punto di vista le variazioni infinite delle pratiche riguardanti la scelta d'un luogo ove riporre gli estinti», infatti «la Natura ci ispirò l'attenzione di allontanarli da noi; la Religione ne fece una parte di culto e la Politica un dovere del cittadino. Col trapassare dei secoli si cambiano le idee, i genj, la legislazione, il costume. Le sepolture ànno provato al pari d'ogni altra cosa le lor vicende». L'abate passa quindi in rassegna gli usi del passato per «valutare le costumanze diverse che si incontrano in questo genere e dimostrare ciò che avrebbe dovuto farsi se si fossero sempre seguiti i giusti principj».

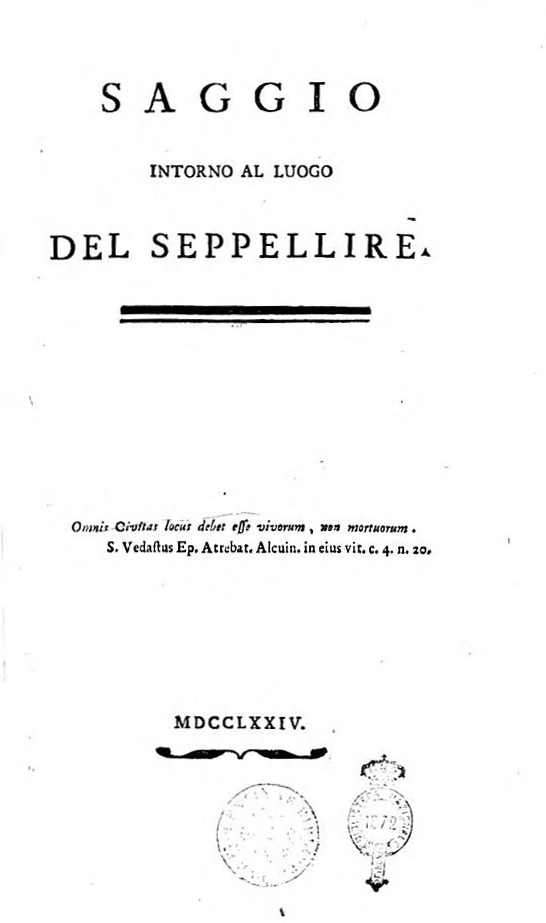
Frontespizio del Saggio intorno al luogo del seppellire

Importante è quindi il richiamo alla Natura, mentre la ricostruzione storica individua il momento in cui si è verificata una deviazione dai buoni costumi, fornendo pertanto una solida giustificazione di un provvedimento che vuole rivoluzionare le consuetudini. Dopo una veloce rassegna delle usanze funerarie di diversi popoli, tra cui Celti, Egiziani, Ebrei, Greci e Romani, oltre che dei primi Cristiani, si passa a un'analisi più dettagliata nel racconto della degenerazione, cioè di come col tempo i cimiteri e le sepolture si siano sempre più avvicinati alle abitazioni. Attribuisce prima alle catacombe il ruolo di aver favorito una familiarizzazione con i cadaveri, alle usanze religiose il desiderio di essere inumati vicino alle reliquie dei Santi, e al vizio della società il desiderio di distinguersi.
A questa ambizione mondana veniva volentieri incontro la Chiesa, e in particolare i parroci che, seppur col divieto del Concilio di Trento, continuarono a chiedere tributi per la sepoltura in chiesa. Un'usanza diffusa contro la quale aveva lottato Carlo Borromeo, che Piattoli ricorda nella finale della prima parte del Saggio: «La venerazione che essi [i Concili di Milano] riscossero dalla Chiesa e l'autorità che vi ottengono per l'insigne Prelato che ne fu l'anima, per la chiarezza de' tempi ne' quali si tennero e per le conseguenze ammirabili che produssero, bastano a giustificare qualunque determinazione che dietro alle loro tracce si prendesse dalla pubblica Autorità». La seconda parte, dedicata alle argomentazioni medico-sanitarie, è piuttosto imprecisa e confusa, non essendo Piattoli un esperto del campo, e infatti è la sezione più breve del Saggio. Si nota però un superamento delle teorie meccanicistiche e un avvicinamento, seppur lieve, alle teorie fisiologiche più recenti.
Gli autori citati sono pochi ma significativi: il primo è Stephen Hales, che fu il primo a dimostrare il ruolo attivo dell'aria nelle reazioni chimiche. Ciò vale a sostenere che l'aria e le esalazioni in essa contenute, in specie quelle provenienti dalla putrefazione, agiscono sul nostro organismo e sulla nostra salute. Il calore, l'umidità, i luoghi chiusi sono cause delle più dannose modificazioni dell'aria e provocano le più nocive esalazioni putride. Piattoli sostiene in questo modo la pericolosità delle emanazioni provenienti in particolare dagli ospedali e dalle carceri, oltre che dalle chiese naturalmente, a cui oppone le sepolture nelle campagne. In materia di sepoltura le autorità principali chiamate in causa sono Henri Haguenot, Maret e Habermann. Viene posto l'accento sulla necessità di un grande ricambio d'aria, ostacolata però dalla struttura architettonica delle chiese, che risultano quindi inadatte allo scopo, così come le sepolture nei giardini a loro contigui che causano esalazioni per le vicine vie della città.
«V'à esempio di Matrone che scorrendo co' loro cocchi lungo un cimitero, ferite dalla corrente di cadaveriche emanazioni concentrate nell'angustie della via, furono sorprese da orripilazione, nausea e grave cefalgia, cui succedendo una pessima febbre, vennero in breve deplorabilmente rapite» (p. 73). L'ultima parte è dedicata alla confutazione delle più diffuse obiezioni di carattere religioso e politico, cioè di coloro i quali, «prevenuti per lo più a favore delle usanze che si tenevano al cominciamento della loro età, senza curare ciò che si praticasse poco più addietro [...] mossi mai sempre per impeto di cui non sanno il principio», si dimostrano di conseguenza «incapaci di sentire i loro veri vantaggi». La prima obiezione è il timore che senza le sepolture cittadine vengano a mancare i suffragi, a ciò Piattoli risponde che è cosa nota il fatto che non è importante il luogo dove Dio viene pregato, purché lo si preghi, e quindi la presenza del corpo non è necessaria. La seconda – e forse più forte – opposizione è quella posta dai nobili, per i quali la sepoltura in un cimitero lontano dalla città, in fosse comuni e senza distinzioni, rappresenta un oltraggio al proprio rango.
L'abate argomenta che non è il luogo di sepoltura a fornire agli uomini l'onore, infatti ironicamente scrive: «Se le vie militari, se le deserte campagne, se le rive del mare, se gli erti monti diedero sepoltura agli Eroi dell'antichità, potranno darla benanche a quelli del nostro secolo che non ne abbonda» (p. 80). In conclusione Piattoli nomina le iniziative analoghe già prese in altre parti d'Europa: Vienna, Francia (Decreto del Parlamento di Parigi, 1765), Irlanda e Danimarca. A sostegno dell'importanza di uniformare gli usi e costumi dei popoli secondo le novità e le migliorie apportate dagli scienziati, Scipione Piattoli porta l'esempio dell'orologio alla francese o astronomico, introdotto con fatica e molta resistenza in tutta Europa nel corso del XVIII secolo e che in Italia sostituì il sistema basato sul moto apparente del Sole. La chiosa del Saggio contiene una rivendicazione per il potere sovrano del diritto di agire anche contro il volere del popolo, se questo è fatto per il bene pubblico: «fare del bene agli uomini malgrado gli uomini stessi, cercando meno l'applauso vago dei popoli che il reale vantaggio della Repubblica e della Patria» (p. 87).

#### Il destino dell'opera
Nel 1775 venne pubblicata a Venezia un'opera intitolata Note critiche di Varii sopra un libretto intitolato Saggio intorno al luogo del seppellire. Seppur sotto pseudonimo, gli autori erano Pellegrino Nicolò Loschi, padre Antonio Maria da Spilamberto e Andrea Pullera (figlio dell'appaltatore della cartiera). Questo testo, di 253 pagine, conteneva una ristampa del Saggio, cui faceva seguito una confutazione molto dettagliata che, riprendendolo parola per parola, cercava di controbatterlo mediante argomenti eruditi e citazioni teologiche, caratterizzate da una veemenza insolita e da toni molto accesi. Nonostante il Saggio del Piattoli fosse stato pubblicato anonimamente, gli autori delle Note mostrano di averlo ben identificato come «Fiorentino, professore di storia ecclesiastica» e per di più in alcuni punti lo definiscono un «incredulo disperato ed empio» (p. 110). A proposito delle affermazioni dell'abate riguardanti l'incinerazione, che scriveva: «Gli spiriti erano dalle fiamme spinti alla loro sfera e condotti a riunirsi all'anima dell'Universo», le Note rispondono con tanto di lettere capitali «EMPIETÀ SOMMA! ANIMA DELL'UOMO MATERIALE! PANTEISMO! PANTEISMO! FUOCO!» (p. 147). In merito alle considerazioni mediche il testo non si dilungava, ma ammetteva che potessero darsi circostanze in cui si rivelasse necessario modificare alcuni costumi in nome del bene pubblico.
In un primo momento Piattoli si mostrò deciso a rispondere al Loschi con una edizione ampliata, soprattutto nella parte scientifica, e per farlo si rivolse per un aiuto a Spallanzani. Nel frattempo però il Saggio era già stato pubblicato dai quotidiani e i giornali delle principali città italiane, ricevendo una calorosa accoglienza, e questo fece balenare all'abate e al Marchisio suo protettore l'idea di rivolgersi al nume di tutti i filosofi dell'epoca: l'enciclopedista d'Alembert, per invitarlo a promuovere una ristampa in traduzione francese. La risposta positiva del philosophe e il consiglio del Bagnesi dissuasero Piattoli dal rispondere alle Note; del resto il riconoscimento internazionale degli ambienti più illuminati dell'epoca rendeva inutile continuare la polemica. La traduzione comparve solo nel 1778 sotto il titolo di Essai sur les lieux et les dangers del sépultures, e fu affidata da d'Alembert al brillante anatomista Félix Vicq d'Azyr, collaboratore di Turgot e segretario perpetuo della Société Royale de Médecine.
Quest'opera non era una semplice traduzione ma un vero e proprio dossier sulla questione dei cimiteri nel 1778, questione che era tornata di grande attualità dopo la svolta dell'ordinanza di Parigi del 1775, voluta fortemente dall'arcivescovo di Tolosa Loménie de Brienne, che in Spagna aveva già emanato un simile decreto nel settembre 1774. In seguito a questi fatti il re di Francia Luigi XVI fece una Déclaration Royale sulle inumazioni, che auspicava di generalizzare e rendere più diffuse le ordinanze precedenti, limitando il più possibile le eccezioni. L'Essai giocò un ruolo determinante nell'attuazione di queste disposizioni e nella loro diffusione. Sebbene non trasformasse completamente il Saggio, l'Essai non è solo una traduzione ma contiene molti interventi di Vicq d'Azyr, che operò una significativa azione di integrazioni, tagli e suddivisioni, tanto che quando giunse più tardi alla sua edizione castigliana nel 1785 per opera di Benito Bails, il contributo fondamentale dell'autore fiorentino era a malapena ricordato.